# Gir nationalpark

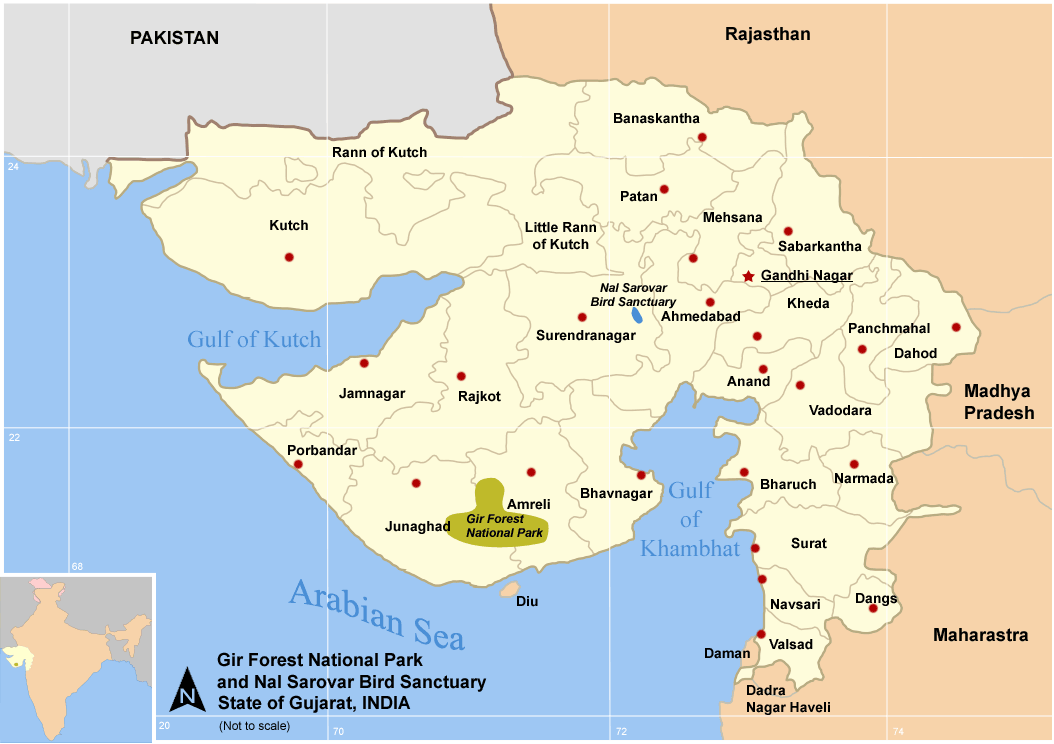
Gir nationalparks läge i Gujarat.

Gir nationalpark (The Gir Forest National Park and Wildlife Sanctuary) är ett skyddat skogsområde och nationalpark i den indiska delstaten Gujarat. Parken, som ligger 65 km sydost om Junagadh och 60 km sydväst om Amreli. Parken upprättades 1965 och har en total area på 1 412 kvadratkilometer. Dock är det enbart en mindre del av denna areal, 258 kvadratkilometer, som är fullt skyddad och som utgör den egentliga nationalparken. Nationalparken och det omgivande skyddade området är det enda hemmet för det asiatiska lejonet (Panthera leo persica) 